# Малые Будища (Гадячский район)
Малые Будища (укр. Малі Будища) — село, Саровский сельский совет,
Гадячский район, Полтавская область, Украина.
Население по переписи 2001 года составляло 441 человек.

## Географическое положение
Село Малые Будища находится на правом берегу реки Псёл,
выше по течению на расстоянии в 2,5 км расположен город Гадяч,
ниже по течению на расстоянии в 5 км расположено село Сары,
на противоположном берегу — сёла Вельбовка и Сосновка.
Река в этом месте извилистая, образует лиманы, старицы и заболоченные озёра.

## Происхождение названия
В царскую эпоху село называлось Монастырские Будища.
На территории Украины 2 населённых пункта с названием Малые Будища.

## История
- 1622 — дата основания.[источник не указан 1639 дней]